# Pastorat (Deilinghofen)

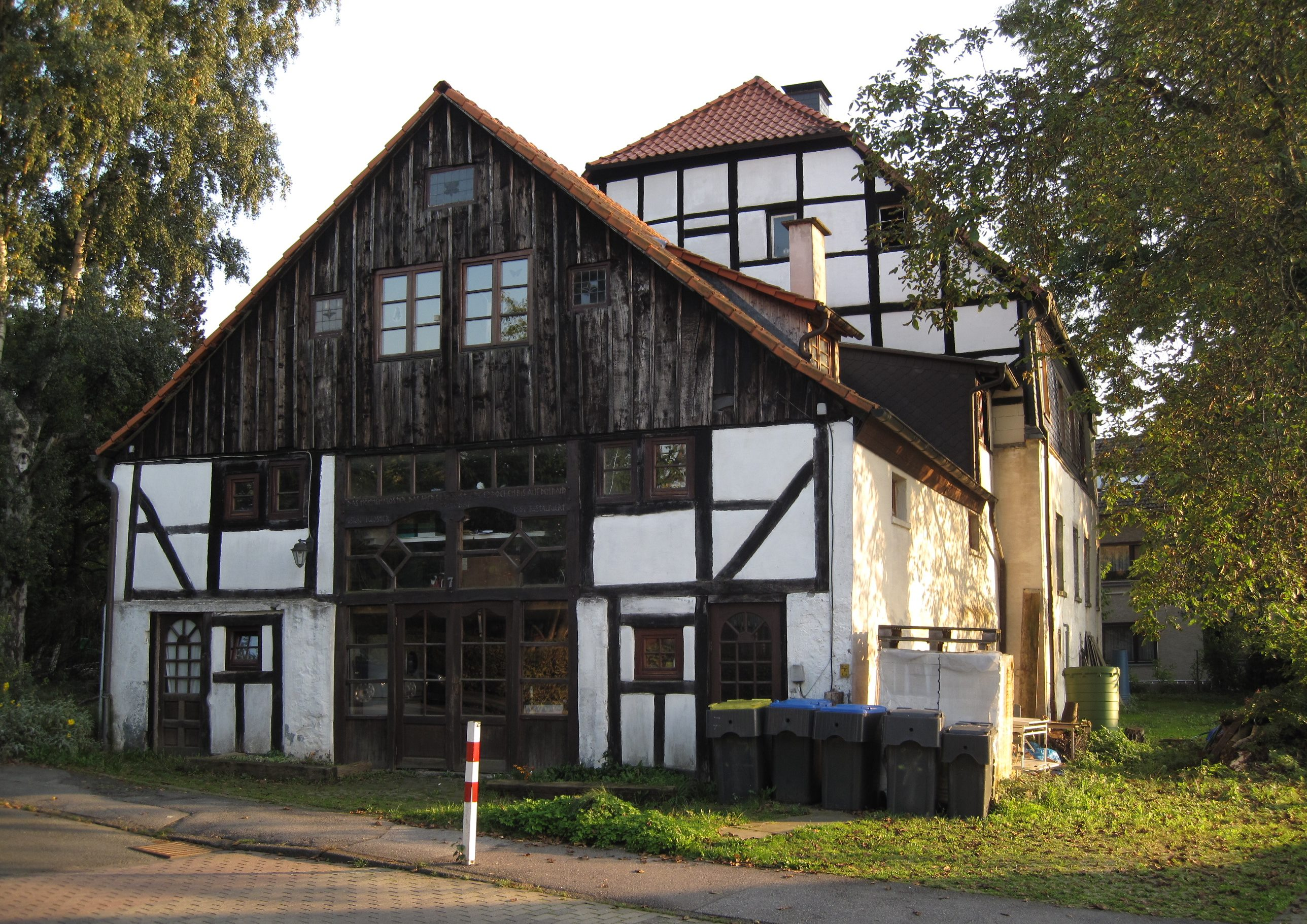
Pastorat

Das Pastorat ist ein Fachwerkhaus in Deilinghofen.

## Gebäude
Das Gebäude steht in der Pastoratstraße 7 nahe der Stephanuskirche in Deilinghofen, jetzt ein Ortsteil von Hemer in Nordrhein-Westfalen. Es besteht aus einem Wohnhaus mit einem Stallanbau. Das Baujahr ist nicht bekannt gemacht. Das Gebäude gehört seit 1983 zu den Baudenkmälern der Stadt Hemer.

## Schwesternhaus
Wahrscheinlich 1564 wurde in dem Vorgängerhaus eine Gemeinschaft von Frauen gegründet, die nach dem Vorbild mittelalterlicher Beginen zusammenlebten. Sie wurden in der Bevölkerung ungenau auch als Nonnenkloster bezeichnet.
1638 starben 40 Schwestern an der Pest, nur wenige überlebten. Danach wurde das Haus von ihnen aufgegeben. 

„Das Nonnenkloster, das hier stand,
ist abgebrochen, bis auf den Rand.
Bequemt man sich am besten hier,
kommt der Tod und weist die Tür.
40 Nonnen starben an der Pest,
was übrig blieb – ein kleiner Rest.
Die lobten Gott und Jesu Christ,
dass er ihnen gnädig gewesen ist.“

## Pastorat
Seit 1655 wurde das Gebäude als Pastorat (Pfarrhaus) durch die evangelische Kirchengemeinde St. Stephanus genutzt. Seit 1765 lebte dort der Pfarrer Wilhelm Dümpelmann, der die Gemeinde nach dem Vorbild der Herrnhuter Brüdergemeine neu aufbaute.
Im 20. Jahrhundert wurde das Haus verkauft und wird jetzt als privates Wohnhaus genutzt
(Der Name der nahegelegenen Widumstraße erinnert möglicherweise noch an das ehemalige Schwesternhaus (?)).